# 小山知良
小山 知良（こやま ともよし、1983年3月19日 - ）は、神奈川県相模原市出身のオートバイレーサー。2000年の全日本ロードレース選手権GP125クラスチャンピオン。2005年から2010年までロードレース世界選手権125ccクラスにフル参戦した。愛称は「コヤマックス」。身長155cm、体重48kg。

## 経歴

### 日本国内時代
3歳でポケバイを始める。11歳で全日本ポケバイチャンピオン獲得。中学生でミニバイクに転向する。ミニバイク時代や125cc時代は自分でバイクのメンテナンスをしていた。
家族のサポートで続けてきたレースだが、1999年8月にヤマハ系名門チームのSP忠男レーシングに誘いがありチームに加入した。1999年、全日本ロードレース選手権最終戦GP125（ツインリンクもてぎ）でデビュー。2000年に史上最年少（当時）で同クラスのチャンピオンを獲得した。2001年よりGP250に転向。2002年、2003年同クラス最多勝獲得。2004年は将来のロードレース世界選手権参戦実現の為に再度GP125に参戦し、ランキング2位となった。

### ロードレース世界選手権125ccクラス
2005年よりアジョ・モータースポーツよりロードレース世界選手権125ccクラスにフル参戦を開始。プライベーターながら2度表彰台を獲得する好成績を残し、ルーキー・オブ・ザ・イヤー賞を獲得した。2006年はアジョ・モータースポーツを母体とするマラグーティワークスチーム（実質プライベータ－）、マラグーティ・アジョコルセより参戦。戦闘力の低いマシンで苦戦を強いられたが、2007年は実力を高く評価したKTMワークスチームに移籍。トップクラスのマシンを得たことで成績は大きく向上し、第7戦カタルーニャGPで初優勝を達成した。

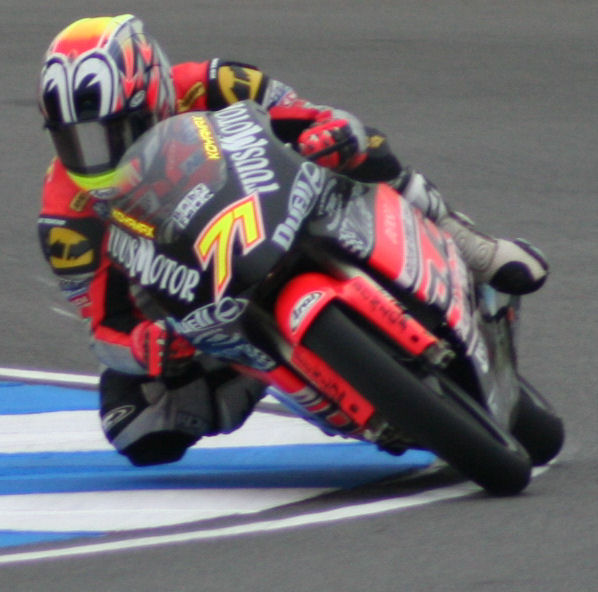
2005年 イギリスGP

しかし2008年は不振が続き、第16戦オーストラリアGPを前に突如所属チーム（ISPA KTM アラン）を解雇されてしまう。理由はメインスポンサーであるスペインの電話会社「11888」から、シーズン残りの3戦にスペイン人選手を起用するよう求められたことによる。第17戦からKTMワークスに起用され復帰したが、結局シリーズ17位にとどまった。
2009年は中国メーカーのロンシンに移籍した。しかしマシンの完成度は低く、エンジンがいつ焼き付いてもおかしくなかったため常にクラッチレバーに指を掛けて走行するほどであり、完走もままならずリタイヤ続きで、シリーズ24位と結果を出せなかった。
2010年はレーシング・チーム・ジャーマニーに移籍し、引き続き125ccクラスに参戦した。マシンは型落ちのアプリリアRSW125、これは小山にとって全日本時代から数えると通算6つめのメーカーとなった。最新型ファクトリーマシンのRSA125が多数参戦する中、開幕戦からシングル順位フィニッシュを続ける健闘を見せ、チームの地元レースの第8戦ドイツGPでは2位フィニッシュを果たし、2007年のマレーシアGP以来となる表彰台に立った。この年のシリーズランキングでは8位、これはRSW勢の中ではトップ、RSA勢14人中7人を上回る成績となった。
翌2011年シーズンに向けて小山はレーシング・チーム・ジャーマニーに残留し、最新のRSA125を駆る方向で話が進んでいた。しかし前年ランキング7位のサンドロ・コルテセが20万ユーロ以上のスポンサー資金を持ち込んでチームに加入した。小山はこの影響を受け、これまでは資金持ち込み無しで話が進んでいたが、新たに35万ユーロを要求されることとなり交渉は決裂、グランプリ参戦継続を断念することとなった。

### CEV Moto2クラスへ
2011年シーズン、小山は富沢祥也が生前所属していたCIPチームより、スペインロードレース選手権(CEV)Moto2クラスに参戦、グランプリ復帰を目指してシリーズを戦うこととなった（これは125ccクラスの年齢制限の関係で、2011年シーズンが小山にとっては125ccでチャンピオンを狙う最後のチャンスである為、戦闘力の劣るマシンで出ることを良しとしなかった事、故にmoto2へのステップアップを視野に入れる必要が合った事、CIP代表のアラン・プロネックとはアジョ時代から親交がある上、小山のマネージメントを担当しているのが生前の富沢のマネージメントをしており、アランとも親交のあった上田昇であったといういくつかの要因が重なる形で決断したという）。さらにCEVと並行する形で全日本ロードレースにも復帰し、J-GP2クラスに参戦している（マシンは昨年グランプリmoto2クラスでカレッタ・テクノロジーが使用していたICP製シャーシを使用していたが、第5戦のスポーツランドSUGOよりTSRのTSR6へと変更している）。さらにケナン・ソフォーグルの代役として、第13戦サンマリノ、第14戦アラゴンへ、第15戦日本にはワイルドカード参戦という形で世界選手権moto2クラスにも参戦した。しかしながら自身の小柄な体型が起因すると思われるフロントのチャタリングを越えたバウンドにCEV、全日本、MotoGPともに悩まされる結果となり、シーズン終盤に解決策を見出したものの満足の行く結果を残す事が出来なかった。
2012年はスペインのH43へと移籍し、CEVへと継続参戦する事となった。マシンは前年に全日本で使用していたICP製シャーシを使用する。なおCEVでのタイトル獲得に集中したいという理由で全日本選手権には参戦しない予定である。

### ロードレース世界選手権へ復帰
2012年9月14日 - 16日にイタリアのサンマリノで開催されるミサノGPよりMoto2クラスに急遽参戦が決まる。レギュラーライダーだったロベルト・ロルフォ選手の代役ということで、ミサノ以降、アラゴン（スペイン）・日本・マレーシア・オーストラリア・バレンシア（スペイン）の計6戦にCIPチームより参戦。自身のブログでは「祥也（2010年ミサノGPでの事故で亡くなった故・富沢祥也選手）またもミサノから俺にチャンスを与えてくれて有難う。あの時交わした約束は忘れてないよ。。。天国から見守っててね・・・俺の走りを。。。」と述べている。

## 家族
実家は相模原市緑区橋本にある喫茶店『イホロ』で、彼の母はこの店のオーナーでもある。彼の母はテレビ神奈川の情報番組『みんなが出るテレビ』にもコメンテーターや情報提供者として何度か出演しており、親子そろっての出演を果たしたこともある（親子そろっての出演は2006年8月31日と2007年8月21日放送分でいずれも橋本七夕まつりのレポート）。
また、国内限定ではあるが、父親率いる親戚多数の大応援団は様々なメディアで取り上げられるほど有名である。

## 戦績

### 日本国内選手権
- 11歳で全日本ポケバイチャンピオン
- 1998年 - 筑波選手権GP80チャンピオン
- 1999年 - 筑波選手権GP125チャンピオン
- 2000年 - 全日本ロードレース選手権GP125チャンピオン（2勝:筑波×2／SP忠男レーシング／ヤマハ・TZ125）、ルーキー・オブ・ザ・イヤー、史上最年少チャンピオン（当時）
- 2001年 - 全日本ロードレース選手権GP250ランキング4位（SP忠男レーシング／ヤマハ・TZ250）
- 2002年 - 全日本ロードレース選手権GP250ランキング3位（3勝:MINE、筑波、もてぎ／SP忠男レーシング／ヤマハ・TZ250）
- 2003年 - 全日本ロードレース選手権GP250ランキング2位（3勝:もてぎ、AP、TI／SP忠男レーシング／ヤマハ・TZ250）
- 2004年 - 全日本ロードレース選手権GP125ランキング2位（1勝:筑波／SP忠男レーシング／ヤマハ・TZ125）
- 2011年 - 全日本ロードレース選手権J-GP2ランキング8位（CIP.TNU／ICP Moto2→TSR TSR6）
- 2013年 - 全日本ロードレース選手権ST600ランキング18位 CLUB PLUSONE with T.Pro ホンダ・CBR600RR
- 2013年 - アジアロードレース選手権スーパースポーツ 600ccランキング5位 NTS JAPAN T.Pro. Innovation・ホンダ・CBR600RR
- 2014年 - アジアロードレース選手権スーパースポーツ 600ccランキング5位 T.Pro Yuzy Honda・ホンダ・CBR600RR
- 2015年 - アジアロードレース選手権スーパースポーツ 600ccランキング2位 T.Pro Yuzy Honda・ホンダ・CBR600RR
- 2016年 - アジアロードレース選手権スーパースポーツ 600cc
- 2017年 - アジアロードレース選手権スーパースポーツ 600cc
- 2018年 - 全日本ロードレース選手権ST600ランキング2位 日本郵便HondaDream・ホンダ・CBR600RR
- 2019年 - 全日本ロードレース選手権ST600ランキングチャンピオン (SUGO、岡山国際、オートポリス、鈴鹿） 日本郵便HondaDreamTP・ホンダ・CBR600RR
- 2020年 - 全日本ロードレース選手権ST600ランキング3位 日本郵便HondaDreamTP・ホンダ・CBR600RR
- 2021年 - 全日本ロードレース選手権ST600ランキング2位 日本郵便HondaDreamTP・ホンダ・CBR600RR
- 2022年 - 全日本ロードレース選手権ST600ランキング2位 日本郵便HondaDream・ホンダ・CBR600R

### ロードレース世界選手権
| シーズン | クラス | チーム                           | バイク          | 出走 | 優勝 | 表彰台 | PP | FL | ポイント | シリーズ順位 |
| -------- | ------ | -------------------------------- | --------------- | ---- | ---- | ------ | -- | -- | -------- | ------------ |
| 2000年   | 125cc  | SP忠男レーシング                 | ヤマハ          | 1    | 0    | 0      | 0  | 0  | 0        | -            |
| 2003年   | 250cc  | SP忠男レーシング                 | ヤマハ          | 2    | 0    | 0      | 0  | 0  | 0        | -            |
| 2004年   | 125cc  | SP忠男レーシング                 | ヤマハ          | 2    | 0    | 0      | 0  | 0  | 7        | 27位         |
| 2005年   | 125cc  | アジョ・モータースポーツ         | ホンダ          | 16   | 0    | 2      | 0  | 0  | 119      | 8位          |
| 2006年   | 125cc  | マラグーティ・アジョコルセ       | マラグーティ    | 13   | 0    | 0      | 0  | 0  | 49       | 15位         |
| 2007年   | 125cc  | レッドブル・KTM                  | KTM             | 17   | 1    | 6      | 0  | 0  | 193      | 3位          |
| 2008年   | 125cc  | ISPA KTM アラン レッドブル・KTM  | KTM             | 16   | 0    | 0      | 0  | 0  | 41       | 17位         |
| 2009年   | 125cc  | ロンシン・レーシング             | ロンシン        | 16   | 0    | 0      | 0  | 0  | 17       | 24位         |
| 2010年   | 125cc  | レーシング・チーム・ジャーマニー | アプリリア      | 17   | 0    | 1      | 0  | 0  | 127      | 8位          |
| 2011年   | 125cc  | テクノマグCIP                    | TSR6            | 1    | 0    | 0      | 0  | 0  | 0        | -            |
| 2011年   | 250cc  | CIP with TSR                     | スッターMMXI    | 2    | 0    | 0      | 0  | 0  | 0        | -            |
| 2012年   | Moto2  | Technomag-CIP                    | スッター・MMXII | 6    | 0    | 0      | 0  | 0  | 0        | -            |
| 2014年   | Moto2  | テルル・チームJiRウェビック      | NTS NH6         | 3    | 0    | 0      | 0  | 0  | 0        | -            |
| 2015年   | Moto2  | NTS T.Pro Project                | NTS NH6         | 1    | 0    | 0      | 0  | 0  | 3        | 26位         |
| 合計     |        |                                  |                 | 113  | 1    | 9      | 0  | 0  | 556      |              |

### 鈴鹿8時間耐久ロードレース
| 開催年 | バイク    | チーム                 | パートナー        | 総合順位 |
| ------ | --------- | ---------------------- | ----------------- | -------- |
| 2015年 | CBR1000RR | Y's distraction Racing | 國川浩道/吉道竜也 | 51位     |
| 2016年 | CBR1000RR | TEAM FRONTIER          | 徳留和樹/岩田悟   | 20位     |

## その他
中学時代は卓球部に所属。
これはレース中心の学校生活のため、融通の利く部活を選んだとのこと。
2020年モデルのホンダ・CBR600RRの開発ライダーを担当している。